# Głowno
Głowno (udtale: [ˈɡwɔvnɔ]) er en by og kommune (Gmina) i det centrale Polen. Den ligger i voivodskabet Łódźsk (Województwo łódzkie) og har 13.506(2021) indbyggere og et areal på 	19,8 km². Den er en del af powiat (amt) Zgierz.

## Geografi
Głowno ligger i det centrale polske lavland (Nizina Polska), inden for det mindre geografiske område Łowicz-Błońska-sletten ved sammenløbet af tre små floder: Mroga, Mrożyca og Brzuśnia. Der er to inddæmmede søer med et samlet areal på omkring 39 hektar, der begge får vand fra Mroga-floden. Byen ligger mellem 119,3 til 145,9 meter over havet, det højere tal tilhører den nordlige del af byen. Byområdet er ret fladt, og kun kanterne af floddalene og en lille kæde af sandbakker i centrum af byen (kendt som Marakan) danner nogen variation i ellers fladt landskab. Byen ligger 29 kilometer nordøst for Łódź og omkring 100 kilometer sydvest for den polske hovedstad, Warszawa.

## Historie
Selvom den første bebyggelse på stedet for det nuværende Głowno menes at være opstået i det 11. århundrede, blev den første by organiseret i begyndelsen af det 15. århundrede nær en handelsrute fra Hertugdømmet Masovien, et polsk len, til det polske rige. Głownos første romersk-katolske kirke blev indviet den 11. marts 1420 som St. Jacobs kirke. På Jakubs anmodning tildelte hertug Siemowit 5. af Masovien byrettigheder i henhold til Kulmer lov, der var grundlagt af Den tyske orden. Byrettighederne er blevet opretholdt indtil nutiden, med en afbrydelse mellem årene 1870-1925.